# 議政府運転免許試験場
議政府運転免許試験場（ウイジョンブうんてんめんきょしけんじょう）は京畿道議政府市にある道路交通公団の運転免許試験場である。

## 施設概要

### 本館
- 1階：受付、障害測定室、休憩室
- 2階：学科試験室
- 3階；交通安全教育室

### 別館1
場内技能試験待機場

### 別館2
売店、身体検査室、スピード写真撮影室

## 学科試験
- PC式
- 手話ビデオ（重度の聴覚障害者対象）

## 技能試験が可能な運転免許の種類
各運転免許の詳細については運転免許の区分を参照
- 第一種普通免許
- 第二種普通免許
- 第二種小型免許
- 第二種原動機付自転車免許

## 交通アクセス
- KORAIL京元線（首都圏電鉄1号線）議政府駅から2番、72番、138番、207番のバスで免許試験場下車（所要時間：25分）